# 브라이니거베르크

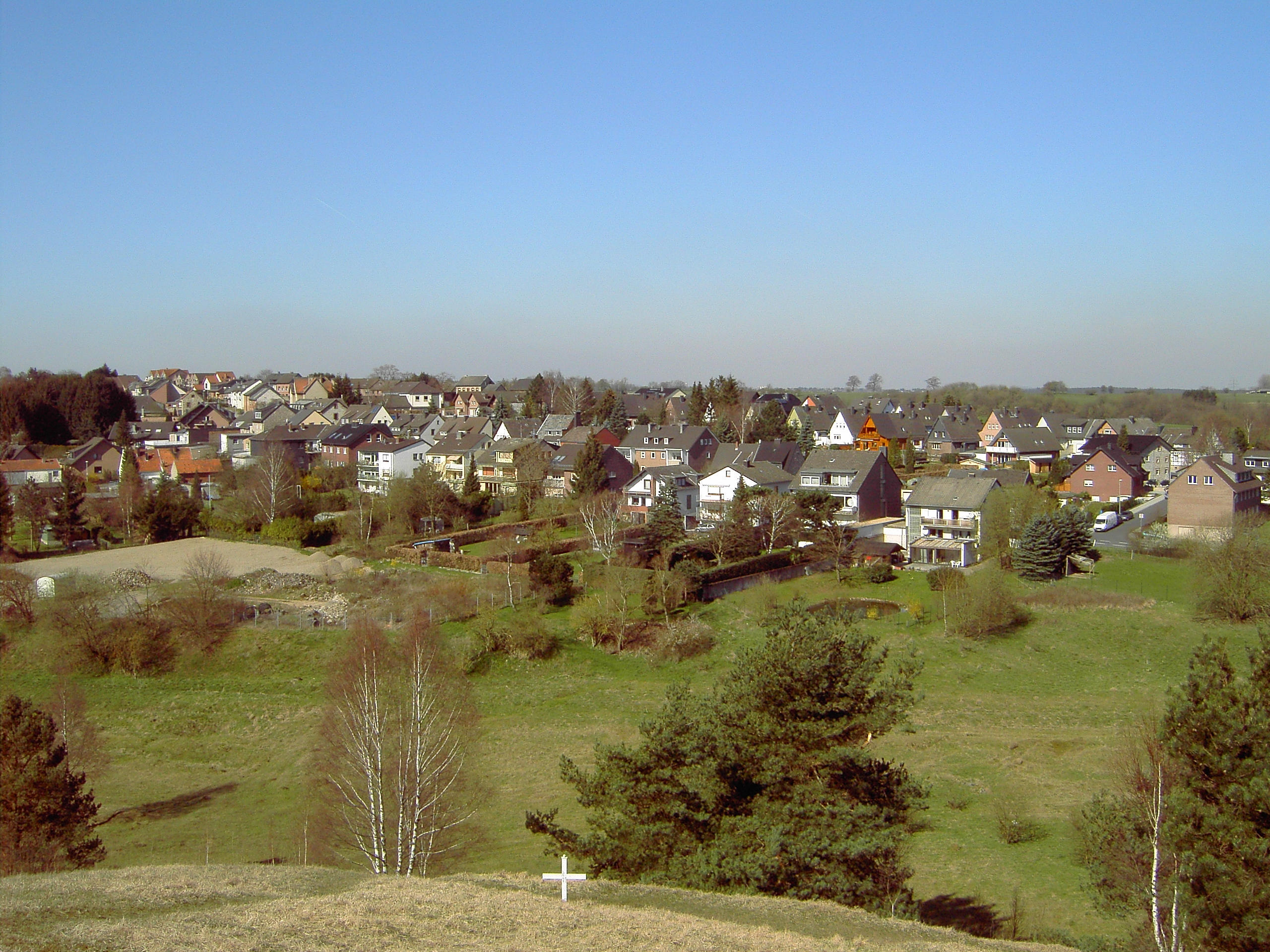
브라이니거베르크

브라이니거베르크(독일어: Breinigerberg)는 독일 노르트라인베스트팔렌주 슈톨베르크에 속한 17개 구 가운데 하나로 인구는 971명(2005년 12월 31일 기준)이다.